# Mastigopterus
Mastigopterus is een monotypisch geslacht van straalvinnige vissen uit de familie van naaldvissen (Ophidiidae). Het geslacht is voor het eerst wetenschappelijk beschreven in 1913 door Smith & Radcliffe.

## Soort
- Mastigopterus imperator Smith & Radcliffe, 1913.